# Angelo Ficarra

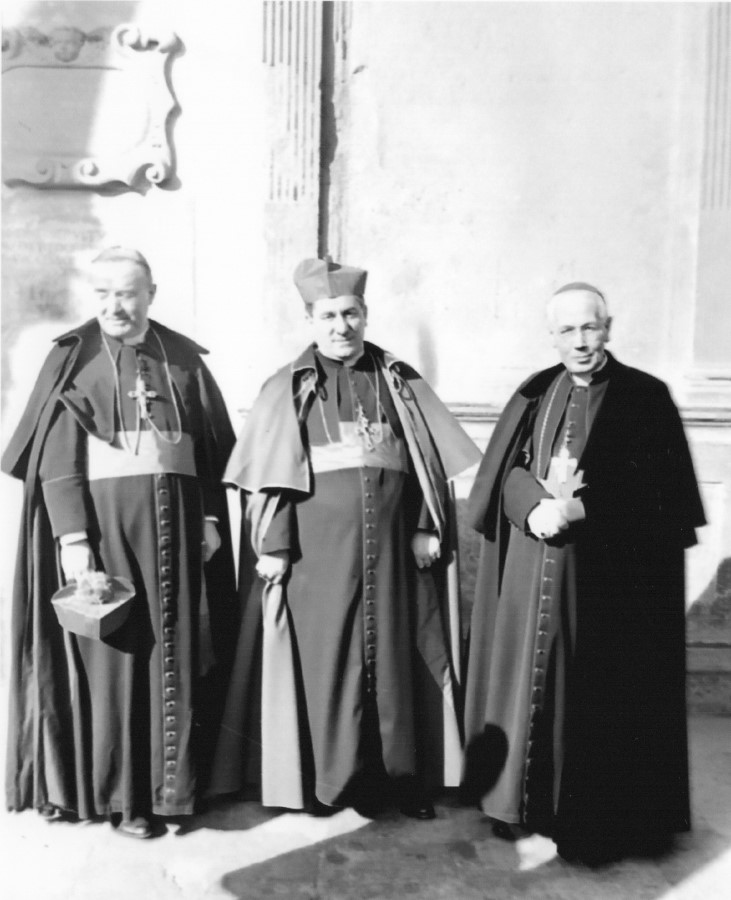
Kardinaal Piazza (midden) werkte er jaren aan om Angelo Ficarra te verdrijven als bisschop van Patti

Angelo Ficarra (Canicatti, 10 juli 1885 – aldaar, 1 juni 1959) was rooms-katholiek bisschop van Patti op het Italiaanse eiland Sicilië. Hij was niet alleen theoloog doch ook classicus. Ficarra werd aanzien als een kenner van de geschriften van de kerkvader Hiëronymus van Stridon. 
De Siciliaanse pers besteedde aandacht aan hem toen hij in onmin van Rome viel (1950-1957) en weggepromoveerd werd met een titulair (en onbestaand) aartsbisdom in Egypte (1957).

## Levensloop
Ficarra was een zoon van Angelo Ficarra en Giuseppa Guadagnino in Canicatti, een dorp in Zuid-Sicilië in het bisdom Agrigento. Na zijn priesterstudies in Agrigento werd hij tot priester gewijd in 1908. Hij begon een carrière als leraar Latijn en Grieks, wat hij combineerde met de studie van klassieke talen aan de universiteit van Palermo. In 1914 behaalde hij het diploma klassieke talen, met een thesis over de kerkvader en heilige Hiëronymus van Stridon. Tijdens de Eerste Wereldoorlog was Ficarra gekazerneerd in het militair hospitaal van Padua. In 1916 en ook na de oorlog publiceerde hij artikels over Hiëronymus; hij schreef een pagina over hem in de Enciclopedia Treccani in Rome. 
Ficarra werd bevorderd tot aartspriester van Canicatti, zijn geboortedorp. Van 1928 tot 1936 was hij docent aan het priesterseminarie van Agrigento.

### Bisdom Patti
Paus Pius XI benoemde Ficarra tot bisschop van Patti (1936); Ficarra’s baas, de bisschop van Agrigento Giovanni Battista Peruzzo, wijdde hem tot bisschop. Tijdens de Tweede Wereldoorlog spoorde Ficarra de gelovigen aan te volharden ondanks de bombardement door de Geallieerden; hij organiseerde na de oorlog enkele werken van wederopbouw.
In de jaren 1946-1948 – Italië was net een republiek geworden – verloren de christendemocraten in Patti de verkiezingen. Ze schoven de schuld in de schoenen van bisschop Ficarra omdat deze te weinig de geestelijkheid zou opgeroepen hebben voor hen te stemmen. 
In 1950 kwam het tot een clash met het Vaticaan. Ficarra steunde openlijk de internationale pacifistische beweging van Frédéric Joliot-Curie, een Frans nobelprijswinnaar en fysicus. Joliot-Curie was een notoir communist. Ficarra’s predikingen tegen de kernwapenwedloop waren volgens het Vaticaan niet te rijmen met het anticommunistisch discours van paus Pius XII. De Dicasterie voor de Bisschoppen startte een tuchtonderzoek (1950). Kardinaal Adeodato Giovanni Piazza had een manuscript van Ficarra te pakken gekregen. Het ging om een ongepubliceerd werk dat het bijgeloof van Siciliaanse katholieken hekelde. Kardinaal Piazza slaagde er niet in Ficarra van de bisschopstroon van Patti te verjagen. In de plaats stuurde het Vaticaan een hulpbisschop naar Patti (1953). Het werd Giuseppe Pullano. Ficarra had niet om een hulpbisschop gevraagd.
Het Vaticaan wreef Ficarra niet alleen communistische ideeën aan maar ook modernistische ideeën. Ficarra moest toezien hoe hulpbisschop Giuseppe Pullano apostolisch administrator werd van het bisdom Patti bekleed door de paus met alle volmachten (1955). Dit betekende dat Ficarra in de praktijk uit zijn ambt was gezet.

### Titulair aartsbisdom Leontopolis in Augustamnica
In 1957 werd Ficarra weggepromoveerd tot aartsbisschop in Egypte, in het aartsbisdom Leontopolis dat niet meer bestaat. De moderne Arabische naam is Tell el-Yahudiya. Giuseppe Pullano volgde Ficarra op als bisschop van Patti (1957). Ficarra moest dit lezen in de krant L'Espresso.
Na de dood van paus Pius XII (1958) probeerde Ficarra terug te keren als bisschop van Patti. Maar paus Johannes XXIII en de Curie weigerden. Ficarra trok zich terug bij zijn familie in Canicatti. Hij overleed kort nadien (1959) en werd in de parochiekerk van Canicatti begraven.

## Postuum
Leonardo Sciascia publiceerde in 1979 hoe bisschop Ficarra in onmin van het Vaticaan viel. Hij beschreef dit in het boek Dalle parti degli infedeli of Van de gebieden der ongelovigen. Dit is de geijkte term voor eretitels voor gebieden waar de Roomse Kerk niet actief is. De afzetting als bisschop van Patti was gespreksonderwerp in Siciliaanse kranten.
In 1990 verscheen alsnog zijn werk over het bijgeloof der Sicilianen, onder de titel Le devozioni materiali: psicologia popolare e vita religiosa in Italia. Ficarra hekelde in het bijzonder de katholieke verering van voorwerpen, doch hij gaf ook aan hoe bijgeloof af te schaffen. Dit explosief boek in de ogen van het Vaticaan was jaren lang verboden literatuur voor katholieken. In 1990 werd het finaal in Palermo gepubliceerd door de uitgeverij La Zisa door de hand van Roberto Cipriani.

## Werken
- Il sentimento religioso e la sua funzione educativa, 1911.
- La posizione di san Girolamo nella storia della cultura. Formazione e aspetti della cultura di s. Girolamo, I, Palermo, 1916.
- Sant'Agostino. La preghiera cristiana. Lettera a Proba Faltonia, Introduzione, traduzione e note di Angelo Ficarra. Agrigento, 1919.
- Florilegium Hieronymianum. Anno MD a maximi doctoris obitu recensuit, adnotationibus auxit Angelus Ficarra. Turijn, 1920.
- La posizione di San Girolamo nella storia della cultura. Lingua e stile di s. Girolamo e sua influenza culturale. Agrigento, 1930.
- Il concetto di Dio nell'estremo Oriente e nel mondo classico. Conferenze tenute nel 1935 ai laureati di Agrigento, Palermo, 1937.
- Girolamo, s., in Enciclopedia Italiana, Rome, 1949
- Le devozioni materiali. Psicologia popolare e vita religiosa in Italia, postuum werk met hulp van Roberto Cipriani, Edizioni La Zisa, Palermo 1990.